# 클라우디아 카르디날레
클로드 조제핀 로즈 "클라우디아" 카르디날레(Claude Joséphine Rose Cardinale, CC, 1938년 4월 15일 ~ )는 튀니지계 이탈리아인 배우이다. 1950년대 후반부터 1960년대까지 상징적인 섹스 심벌 중 한 명이었다.

## 출연
- 2015년 - 로드 투 로마 (All Roads Lead to Rome) - 카르멘 역
- 2002년 - 레이디스 앤 젠틀맨 (And Now... Ladies and Gentlemen) - 팔코네티 역
- 1999년 - 나의 친애하는 적 클라우스 킨스키 (My Best Fiend-Klaus Kinski / Mein Liebster Feind-Klaus Kinski) - 클라우디아 역
- 1993년 - 핑크 팬더 8 : 핑크 팬더의 아들 (Son Of The Pink Panther) - 마리아 역
- 1989년 - 겨울 54 (Hiver 54 L'Abbe Pierre)
- 1983년 - 프린세스 데이지 (Princess Daisy)
- 1982년 - 버든 오브 드림스 (Burden Of Dreams) - 몰리 / 본인 역
- 1982년 - 피츠카랄도 (Fitzcarraldo) - 몰리 역
- 1981년 - 살라맨더 (The Salamander)
- 1981년 - 찢어진 깃발 (The Skin La Pelle)
- 1979년 - 아테네 탈출 (Escape to Athena) - 엘리나 역
- 1977년 - 나자렛 예수 (Jesus of Nazareth) - 간통한 여자 역
- 1977년 - 최후의 시실리 (Corleone)
- 1972년 - 장 폴 벨몽도의 암살자 (Scoumoune) - 조르지아 역
- 1972년 - 다이아몬드의 여왕 (Queen Of Diamonds / The Butterfly Affair) - 팝시 역
- 1970년 - 제라드의 모험 (Adventures Of Brigadier Gerard / The Adventures Of Gerard) - 테레사 역
- 1968년 - 더 데이 오브 더 아울 (Il giorno della civetta)
- 1968년 - 옛날 옛적 서부에서 (C'era una volta il West) - 질 맥베인 역
- 1966년 - 라스페기 / 로스트 코맨드 (Lost Command) - 아이샤 역
- 1965년 - 올사의 아름다운 별 (Sandra Of A Thousand Delights / Vaghe Stelle Dell'Orsa)
- 1965년 - 곰자리의 희미한 별들 (Of A Thousand Delights) - 산드라 역
- 1964년 - 지상 최대의 서커스 (Circus World) - 토니 알프레도 역
- 1963년 - 핑크 팬더 (The Pink Panther) - 달라 공주 역
- 1963년 - 부베의 여인 (Bebo's Girl / La Ragazza Di Bube) - 마라 역
- 1963년 - 레오파드 (The Leopard / Il Gattopardo)
- 1963년 - 들고양이 (Il Gattopardo) - 안젤리카 세다라 역
- 1963년 - 8과 1/2
- 1960년 - 아우스트리츠의 영웅 (The Battle Of Austerlitz)
- 1959년 - 형사 (The Facts Of Murder / Un Maledetto Imbroglio)

## 같이 보기
- 1950~60년대 유럽 3대 'ABC' 섹스심벌
  - 아니타 엑베리(AE) - 스웨덴
  - 브리지트 바르도(BB) - 프랑스
  - 클라우디아 카르디날레(CC) - 이탈리아
- 1950~60년대 서구권 4대 'ABCM' 섹스심벌(유럽 3대 & 미국 1대)
  - 마릴린 먼로(MM) - 미국